# Distretto di Cabanillas
Il distretto di Cabanillas è uno dei quattro distretti  della provincia di San Román, in Perù. Si trova nella regione di Puno e si estende su una superficie di 1.267,06 chilometri quadrati.

Istituito il 28 febbraio 1958, ha per capitale la città di Deustua; al censimento 2005 contava 5.658 abitanti.